# Liste des Justes d'Indre-et-Loire
Cette liste recense les trente-cinq personnes ayant reçu le titre de « Juste parmi les nations » par le Comité pour Yad Vashem, dont le nom figure sur le Mur d'honneur du Jardin des Justes, résidant dans le département français d'Indre-et-Loire. D'autres nom se sont ajoutés. 

## Liste alphabétique des Justes d'Indre-et-Loire
- Henriette Beaudiot (Monts)[1]
- Anne-Marie Bigot-Gallier (Loches)[2]
- Marcelle Blain (Tours)[3]
- Odette BLANCHET-BERGOFEN (Tours)
- André Blanchet (La Guerche)[4]
- Georgette Blanchet (La Guerche)[5]
- Henri Blanchet (La Guerche)[6]
- René Blanchet (La Guerche)[7]
- Geneviève Cadart (Monts)[8]
- Lucien Clément (Monts)[9]
- Madeleine Clément (Monts)[10]
- Maurice Genest (Tours)[11]
- Paul et Régine GIRARD (Chinon)
- André Goupille (La Haye-Descartes)[12]
- Élisabeth Goupille (La Haye-Descartes)[13]
- Jean Goupille (La Haye-Descartes)[14]
- Jeanne Goupille (La Haye-Descartes)[15]
- Louis Goupille (La Haye-Descartes)[16]
- Pierre Goupille (La Haye-Descartes)[17]
- René et Marie GOUSSE (Cormery)
- Paul Haviland ("La Mothe", Yzeures-sur-Creuse)[18]
- Louis Jeudi (Chenonceaux)[19]
- Madeleine Jeudi (Chenonceaux)[20]
- Geneviève Liaume (Monts)[21]
- Roger Liaume (Monts)[22]
- Alexis Lignoux (Betz-le-Château)[23]
- Augustine Lignoux (Betz-le-Château)[24]
- Odette Lignoux (Betz-le-Château)[25]
- Bernard Louault (Chédigny)[26]
- Jeanne Louault (Chédigny)[27]
- Odette Métais, (La Haye-Descartes)
- Auguste et Hortense MARCHAND (Monts)
- Odette Marchelidon-Metais (Joué-lès-Tours)[28]
- Odile Merlin (Saint-Avertin)[29]
- Pierre Merlin (Saint-Avertin)[30]
- Jean MEUNIER (Tours)
- Jeanne Nabineau, (Tours)
- René NABINEAU (Tours)
- Andrée Antoinette Pasquier (Château-Renault)[31]
- Henri et Yvonne PIERRE (Coteau / Loire)
- Paul PLANTY (Manthelan)
- Isabelle Prouteau (Sainte-Maure-de-Touraine)[32]
- Jean Prouteau (Sainte-Maure-de-Touraine)[33]
- Georgette et Francis REMOISSONET (Veretz)
- Paulette RENAUD (Cormery)
- Denise Renard (La Haye-Descartes)[34]
- Pierre Renard (La Haye-Descartes)[35]
- Armande Tremblay (La Ferrière)[36]

## Pour approfondir

## Sources
1. ↑  « Fiche de Henriette Beaudiot », sur le site du comité français pour Yad Vashem (consulté le 28 juillet 2010)
2. ↑  « Fiche de Anne-Marie Bigot-Gallier », sur le site du comité français pour Yad Vashem (consulté le 28 juillet 2010)
3. ↑  « Fiche de Marcelle Blain », sur le site du comité français pour Yad Vashem (consulté le 28 juillet 2010)
4. ↑  « Fiche de André Blanchet », sur le site du comité français pour Yad Vashem (consulté le 28 juillet 2010)
5. ↑  « Fiche de Georgette Blanchet », sur le site du comité français pour Yad Vashem (consulté le 28 juillet 2010)
6. ↑  « Fiche de Henri Blanchet », sur le site du comité français pour Yad Vashem (consulté le 28 juillet 2010)
7. ↑  « Fiche de René Blanchet », sur le site du comité français pour Yad Vashem (consulté le 28 juillet 2010)
8. ↑  « Fiche de Madeleine Cadart », sur le site du comité français pour Yad Vashem (consulté le 28 juillet 2010)
9. ↑  « Fiche de Lucien Clement », sur le site du comité français pour Yad Vashem (consulté le 28 juillet 2010)
10. ↑  « Fiche de Madeleine Clement », sur le site du comité français pour Yad Vashem (consulté le 28 juillet 2010)
11. ↑  « Fiche de Maurice Genest », sur le site du comité français pour Yad Vashem (consulté le 28 juillet 2010)
12. ↑  « Fiche de André Goupille », sur le site du comité français pour Yad Vashem (consulté le 28 juillet 2010)
13. ↑  « Fiche de Élisabeth Goupille », sur le site du comité français pour Yad Vashem (consulté le 28 juillet 2010)
14. ↑  « Fiche de Jean Goupille », sur le site du comité français pour Yad Vashem (consulté le 28 juillet 2010)
15. ↑  « Fiche de Jeanne Goupille », sur le site du comité français pour Yad Vashem (consulté le 28 juillet 2010)
16. ↑  « Fiche de Louis Goupille », sur le site du comité français pour Yad Vashem (consulté le 28 juillet 2010)
17. ↑  « Fiche de Pierre Goupille », sur le site du comité français pour Yad Vashem (consulté le 28 juillet 2010)
18. ↑  « Fiche de Paul Haviland », sur le site du comité français pour Yad Vashem (consulté le 28 juillet 2010)
19. ↑  « Fiche de Louis Jeudi », sur le site du comité français pour Yad Vashem (consulté le 28 juillet 2010)
20. ↑  « Fiche de Madeleine Jeudi », sur le site du comité français pour Yad Vashem (consulté le 28 juillet 2010)
21. ↑  « Fiche de Geneviève Liaume », sur le site du comité français pour Yad Vashem (consulté le 28 juillet 2010)
22. ↑  « Fiche de Roger Liaume », sur le site du comité français pour Yad Vashem (consulté le 28 juillet 2010)
23. ↑  « Fiche de Alexis Lignoux », sur le site du comité français pour Yad Vashem (consulté le 28 juillet 2010)
24. ↑  « Fiche de Augustine Lignoux », sur le site du comité français pour Yad Vashem (consulté le 28 juillet 2010)
25. ↑  « Fiche de Odette Lignoux », sur le site du comité français pour Yad Vashem (consulté le 28 juillet 2010)
26. ↑  « Fiche de Bernard Louault », sur le site du comité français pour Yad Vashem (consulté le 28 juillet 2010)
27. ↑  « Fiche de Jeanne Louault », sur le site du comité français pour Yad Vashem (consulté le 28 juillet 2010)
28. ↑  « Fiche de Odette Marchelidon-Metais », sur le site du comité français pour Yad Vashem (consulté le 28 juillet 2010)
29. ↑  « Fiche de Odile Merlin », sur le site du comité français pour Yad Vashem (consulté le 28 juillet 2010)
30. ↑  « Fiche de Pierre Merlin », sur le site du comité français pour Yad Vashem (consulté le 28 juillet 2010)
31. ↑  « Fiche de Andrée Antoinette Pasquier », sur le site du comité français pour Yad Vashem (consulté le 28 juillet 2010)
32. ↑  « Fiche de Isabelle Prouteau », sur le site du comité français pour Yad Vashem (consulté le 28 juillet 2010)
33. ↑  « Fiche de Jean Prouteau », sur le site du comité français pour Yad Vashem (consulté le 28 juillet 2010)
34. ↑  « Fiche de Denise Renard », sur le site du comité français pour Yad Vashem (consulté le 28 juillet 2010)
35. ↑  « Fiche de Pierre Renard », sur le site du comité français pour Yad Vashem (consulté le 28 juillet 2010)
36. ↑  « Fiche de Armande Tremblay », sur le site du comité français pour Yad Vashem (consulté le 28 juillet 2010)